# Martha (paloma migratoria)
Martha (c. 1885
 – 1 de septiembre de 1914) fue una paloma migratoria, la última conocida de su especie. Recibió su nombre en honor a Martha Washington, primera dama de los Estados Unidos entre 1789 y 1797. 
La historia de Martha, considerada la última paloma migratoria, comenzó en la Universidad de Chicago, donde el profesor Charles Otis Whitman la crió tras recibir seis ejemplares desde Wisconsin. A finales del siglo XIX, tanto él como el zoológico de Cincinnati intentaron sin éxito reproducir a las pocas aves que quedaban, incluso con madres adoptivas de otras especies. 
En 1907, Martha y otros dos machos eran las últimas palomas migratorias conocidas. Los machos murieron en 1909 y 1910, lo que convirtió a Martha en una atracción por ser el único ejemplar vivo. El zoológico incluso ofreció una recompensa para encontrarle pareja. Años después sufrió una apoplejía y murió el 1 de septiembre de 1914, probablemente con 29 años, lo que marcó la extinción de su especie.
Luego de su muerte, congelaron su cuerpo y lo enviaron al Smithsonian, donde llegó el 4 de septiembre de 1914. Allí prepararon su piel, montaron el ejemplar y conservaron sus órganos internos en el Museo Nacional de Historia Natural.
Entre los años de 1920 y 2017, fue exhibida en distintas salas y muestras del museo, con salidas ocasionales para eventos y homenajes, incluido el Memorial a la Paloma Migratoria en Cincinnati. Se convirtió en un símbolo de la extinción y la conservación, inspiró canciones y es considerada por algunos como un punto de reflexión sobre la pérdida de especies.

## Primeros años
Arlie William Schorger describió la historia de las palomas migratorias del zoológico de Cincinnati como «irremediablemente confusa» en su monografía sobre la especie, y añadió que era «difícil encontrar una historia más enmarañada» que la de Martha. La versión más aceptada indica que, hacia el cambio de siglo, el último grupo conocido de palomas migratorias estaba bajo el cuidado del profesor Charles Otis Whitman en la Universidad de Chicago. Whitman había obtenido sus ejemplares de David Whittaker, de Wisconsin, quien le envió seis aves; dos de ellas se reprodujeron y, hacia 1885, nació Martha. Su nombre fue un homenaje a Martha Washington. Whitman mantenía a estas palomas para estudiar su comportamiento, junto con palomas bravías (Columba livia) y tórtolas turcas (Streptopelia decaocto). Tanto Whitman como el zoológico de Cincinnati, conscientes del declive de la especie en libertad, intentaron reproducir de forma constante a los ejemplares que quedaban, incluso colocando huevos de paloma migratoria en nidos de palomas bravías para que estas actuaran como madres adoptivas. Los intentos fracasaron y, en 1902, Whitman envió a Martha al zoológico de Cincinnati.

## Últimos años y muerte
En noviembre de 1907, Martha y dos machos en el zoológico de Cincinnati eran los únicos ejemplares vivos de paloma migratoria conocidos, después de que cuatro machos en cautiverio murieran ese invierno en Milwaukee. Uno de los machos de Cincinnati murió en abril de 1909 y el otro el 10 de julio de 1910. Martha pronto se volvió una celebridad por ser el último ejemplar de su especie, y la oferta de una recompensa de mil dólares a quien encontrara un compañero para ella atrajo a más visitantes. Varios años antes de su muerte sufrió una apoplejía que la dejó debilitada; el zoológico le construyó un posadero más bajo, pues ya no podía alcanzar el anterior. Falleció el 1 de septiembre de 1914, a la una de la tarde, por causas relacionadas con la edad avanzada. Su cuerpo fue hallado sin vida en el suelo de su jaula. Depende la fuente, Martha tenía entre 17 y 29 años al morir, aunque la cifra más aceptada es 29. Con su muerte, la especie quedó extinguida.

### Después de su muerte

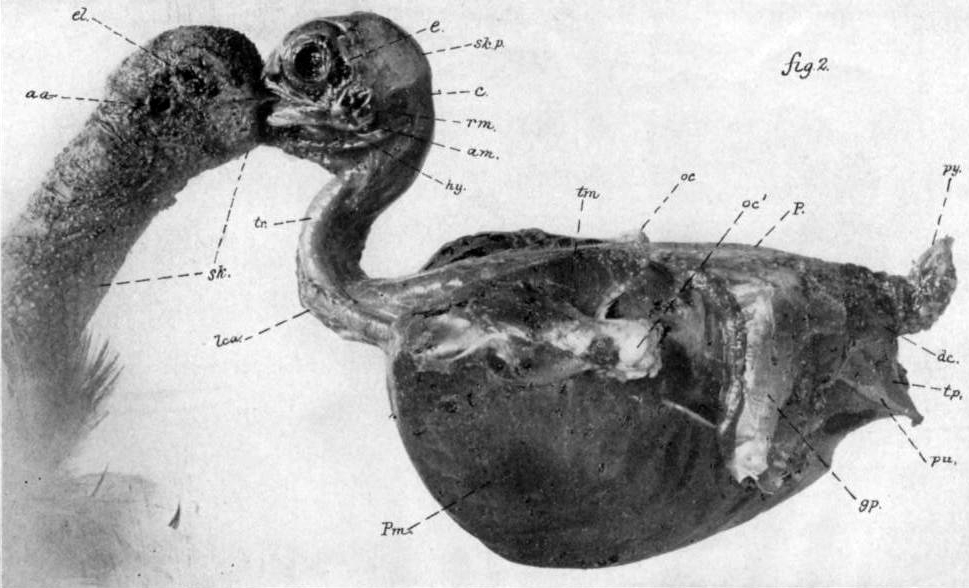
Martha tras ser desollada.

Tras su muerte, llevaron a Martha de inmediato a la Cincinnati Ice Company, donde la colgaron por las patas y la congelaron en un bloque de hielo de unos 140 kilos. Después la trasladaron en tren expreso al Smithsonian, donde llegó el 4 de septiembre de 1914. En ese momento estaba mudando el plumaje, por lo que le faltaban varias plumas, incluidas algunas de las más largas de la cola. William Palmer preparó su piel y Nelson R. Wood se encargó de montarla. Robert Wilson Shufeldt disecó sus órganos internos, que el Museo Nacional de Historia Natural conserva junto con el resto de su cadáver.

## Legado
Entre la década de 1920 y comienzos de la de 1950, el Museo Nacional de Historia Natural exhibió a Martha en la sala de aves, posada en una pequeña rama sujeta a un bloque de poliestireno, junto a un macho de paloma migratoria cazado en Minnesota en 1873. Más tarde formó parte de la muestra Birds of the World, que permaneció abierta de 1956 a 1999. Durante ese periodo salió del Smithsonian en dos ocasiones: en 1966 para la Conferencia del Jubileo de Oro sobre Conservación de la Sociedad Zoológica de San Diego, y en junio de 1974 para la inauguración del Memorial a la Paloma Migratoria en el zoológico de Cincinnati. Cuando el Smithsonian cerró la exposición Birds of the World, retiraron a Martha y la colocaron en una muestra especial de esa institución. Regresó al Smithsonian entre junio de 2014 y septiembre de 2015 como parte de la exposición Once There Were Billions. Desde el 10 de marzo de 2017 y hasta el 8 de septiembre de 2024, integró la exposición Objects of Wonder. 

### Significado cultural
Martha se convirtió en un símbolo de la amenaza de extinción. En 1966, la Sociedad Zoológica de San Diego la exhibió durante su Conferencia de Conservación por el Jubileo de Oro como emblema para subrayar la importancia de proteger la fauna. Sus restos representan «un monumento orgánico, físicamente ligado al ave viva que fue, y encarnación misma de la extinción». La visita a Martha es considerada por algunos como una «extraña peregrinación» para reflexionar sobre la pérdida de especies.
El cantante de bluegrass John Herald compuso la canción «Martha (Last of the Passenger Pigeons)» en homenaje a ella y a la extinción de la paloma migratoria. Por su parte, Hugh Prestwood escribió «Martha», una pieza que narra su búsqueda de pareja.